# Francesco Cherubini (arcivescovo)
Francesco Cherubini (Soriano nel Cimino, 27 dicembre 1865 – 12 aprile 1934) è stato un diplomatico e arcivescovo cattolico italiano.

## Biografia
Sottosegretario della Congregazione per i religiosi e poi delegato apostolico ad Haiti, il 9 dicembre 1915 fu eletto arcivescovo titolare di Nicosia. Tre giorni dopo ricevette l'ordinazione episcopale dall'arcivescovo Vittorio Amedeo Ranuzzi de' Bianchi, prefetto del Palazzo Apostolico, co-consacranti l'arcivescovo Donato Raffaele Sbarretti Tazza, segretario della Congregazione per i religiosi, e il vescovo Luigi Ermini, vescovo di Caiazzo. Il 7 giugno 1916 fu nominato pronunzio apostolico ad Haiti.
Il 2 marzo 1920 fu nominato nunzio apostolico in Jugoslavia.
Si dimise dall'incarico di nunzio apostolico in Jugoslavia il 15 febbraio 1921.

## Genealogia episcopale e successione apostolica
La genealogia episcopale è:
- Cardinale Scipione Rebiba
- Cardinale Giulio Antonio Santori
- Cardinale Girolamo Bernerio, O.P.
- Arcivescovo Galeazzo Sanvitale
- Cardinale Ludovico Ludovisi
- Cardinale Luigi Caetani
- Cardinale Ulderico Carpegna
- Cardinale Paluzzo Paluzzi Altieri degli Albertoni
- Papa Benedetto XIII
- Papa Benedetto XIV
- Papa Clemente XIII
- Cardinale Marcantonio Colonna
- Cardinale Giacinto Sigismondo Gerdil, B.
- Cardinale Giulio Maria della Somaglia
- Cardinale Carlo Odescalchi, S.I.
- Cardinale Costantino Patrizi Naro
- Cardinale Lucido Maria Parocchi
- Cardinale Pietro Respighi
- Cardinale Vittorio Amedeo Ranuzzi de' Bianchi
- Arcivescovo Francesco Cherubini

La successione apostolica è:
- Vescovo Ignace-Marie Le Ruzic (1916)